# Mistrzostwa Polski w Kolarstwie Szosowym 2011
Mistrzostwa Polski w Kolarstwie Szosowym 2011 – edycja mistrzostw Polski w kolarstwie szosowym, która odbyła się w dniach 23–26 czerwca 2011 roku w Złotoryi.

## Wyniki
| Konkurencja:                                                          | Złoto:                              | Wynik   | Srebro:                                            | Wynik   | Brąz:                                               | Wynik   |
| jazda ind. na czas kobiet (18,1 km) (23.06.2011)                      | Maja Włoszczowska CCC Polkowice     | 27,10   | Eugenia Bujak GK Zagłębie Sosnowiec                | 27,26   | Anna Harkowska OKS Warmia i Mazury Olsztyn Kallisto | 27,27   |
| jazda ind. na czas orliczek (23.06.2011)                              | Eugenia Bujak GK Zagłębie Sosnowiec |         | Katarzyna Pawłowska UKS Jedynka Limaro Kórnik      |         | Paula Gorycka CCC Polkowice                         |         |
| jazda ind. na czas młodzieżowców (30,5 km) (23.06.2011)               | Kamil Gradek GKS Cartusia Kartuzy   | 39,50   | Paweł Brylowski ALKS Stal Ocetix Iglotex Grudziądz | 40,01   | Łukasz Wiśniowski TKK Pacific Toruń                 | 40,06   |
| jazda ind. na czas elity mężczyzn (43,6 km) (23.06.2011)              | Tomasz Marczyński CCC Polkowice     | 56,08   | Łukasz Bodnar CCC Polkowice                        | 56,51   | Wojciech Ziółkowski BDC Team                        | 57,30   |
| wyścig ind. ze startu wspólnego młodzieżowców (174,4 km) (25.06.2011) | Marek Kulas TKK Pacific Toruń       | 4:13,30 | Łukasz Owsian TKK Pacific Toruń                    | 4:13,30 | Karol Domagalski WLKS Krakus - CC Burunda           | 4:13,30 |
| wyścig ind. ze startu wspólnego kobiet (109 km) (25.06.2011)          | Anna Szafraniec CCC Polkowice       | 2:59,09 | Paulina Brzeźna-Bentkowska Atom Boxmet Dzierżoniów | 2:59,29 | Maja Włoszczowska CCC Polkowice                     | 2:59,34 |
| wyścig ind. ze startu wspólnego elity mężczyzn (218 km) (26.06.2011)  | Tomasz Marczyński CCC Polkowice     | 5:12,21 | Tomasz Smoleń CCC Polkowice                        | 5:12,21 | Maciej Paterski Liquigas-Cannondale                 | 5:12,21 |